# Serguievsk
Serguievsk est un village situé dans l'oblast de Samara.
Sa population était de 8 661 habitants en 2010.